# Levovik
Levovik (en serbe cyrillique : Левовик) est un village de Serbie situé dans la municipalité de Sokobanja, district de Zaječar. Au recensement de 2011, il comptait 148 habitants.
Levovik est situé sur les bords de la Sokobanjska Moravica, un affluent droit de la Južna Morava.

## Démographie
| 1948 | 1953 | 1961 | 1971 | 1981 | 1991 | 2002 | 2011 |
| ---- | ---- | ---- | ---- | ---- | ---- | ---- | ---- |
| 327  | 364  | 370  | 338  | 298  | 234  | 162  | 148  |

|  |